# Barren and Empty the Sea
 Barren and Empty the Sea  (título original en español  Lo que queda ) es una película española dirigida y escrita por el director alemán Lucas Parnes y el español Jesús Serna. Su estreno fue el 26 de mayo de 2018 en Estados Unidos. El rodaje de Lo que queda se desarrolló a lo largo de seis semanas y finalizó el 13 de julio de 2016. Algunos de los lugares en los que se filmó fueron: Abanilla, Alicante, Almoradí, Bullas en el Salto del Usero, Cox, Crevillente, Elche, Elche de la Sierra, Granja de Rocamora, Hondón de los Frailes, La Canalosa y San Isidro.

## Sinopsis
Cuando Esteban despierta nadie le reconoce en el pueblo. Todos comentan que lleva unos días desaparecido. Al intentar convencerles de lo contrario, sucede un accidente. Esteban ya no es Esteban, sino un extraño que llega al pueblo.

## Resumen
Cris llama a Esteban y le dice que lleva días desaparecido. Esteban le ignora y se va al bar. Allí Cati le recibe como siempre. Merche, su madre, llega poco después liderando un cortejo fúnebre, le da un guantazo y, acto seguido, se disculpa. Dice que se ha confundido de persona. Esteban va a buscar a su novia al trabajo. Marta no está, pero su jefa le recrimina por no haber ido al funeral de su propio abuelo. Esteban no entiende nada. Regresa al bar para aclarar lo que está pasando, sin embargo, Merche mantiene que él no es su hijo. A la mañana siguiente, la policía le interroga protocolariamente. Esteban encuentra a Marta, que ni le reconoce ni le presta atención. Él vuelve al bar y Merche le confiesa que está harta de buscar a su hijo. Marta, un poco arrepentida, le invita al teatro y le cuenta que desea marcharse del pueblo. Días después, Esteban, tras visitar la tumba de su abuelo, habla con Marta de lo que siente, mientras que ella mantiene que él no es él. Luego la policía le arresta sin dar explicaciones. Cuando despierta, Esteban encuentra la puerta de la celda abierta y su moto delante de la comisaría. Monta y sale del pueblo sin mirar atrás. Llega a la carretera y, súbitamente, la policía comienza a perseguirle.

## Reparto
- Rodrigo García Olza (Esteban)[6]
- Estefanía Doménech (Marta)
- Héctor Juezas (Cris)
- Amparo Ferrer-Báguena (Merche)
- Joan Manuel Gurillo (Juan)
- Sebi Alcaraz (Ed)
- Agnes Kiraly
- Nieves Castells (Merche)

## Equipo técnico
| Dirección               | Jesús Serna, Lucas Parnes |
| Guion                   | Jesús Serna, Lucas parnes |
| Ayudante de dirección   | Beatriz Mejías Tabasco    |
| Script                  | Eduardo Bonal             |
| Jefa de producción      | Ana Barbé Lucia           |
| Directora de Fotografía | Daniel Borbujo            |
| Sonido directo          | Yago Cordero              |
| Directora de Arte       | Sabela Lores Vilar        |
| Maquillaje              | María Gómez Rodríguez     |
| Montaje                 | Raúl F Ballester          |

Producido por: Cautiva y desarmada
Con la participación de: Estudios séptimo cielo y ColorSM

## Premios
- Premio a la mejor película en el X Picknic Film Festival de Santander.[9]
- Premio Best featurefilm Amii work fest (Lituania)